# Soul Survivor (canción de The Rolling Stones)
«Soul Survivor»  —en español: «Alma sobreviviente»—, es una canción de la banda británica de rock The Rolling Stones, incluida en su álbum Exile on Main St. publicado el 12 de mayo de 1972. Fue escrita por Mick Jagger y Keith Richards. 
Es una canción roquera mid-tempo presentando a la guitarra de Mick Taylor y a Keith Richards tocando el bajo. A pesar de ser un corte profundo, sigue siendo un favorito entre los fanes de Stones. Es difícil no considerar el piano, la guitarra y el corte góspel en la conclusión de la canción.
La primera etapa de grabación tuvo lugar entre diciembre de 1971; y finalizaron entre los meses de enero y marzo de 1972. Una toma alternativa fue lanzada el 18 de mayo de 2010 como una pista adicional de Exile on Main St.;esta cuenta con diferentes letras y con Keith Richards cantando.
«Soul Survivor» nunca ha sido interpretada en vivo ni incluida en algún álbum recopilatorio.

## Personal
Acreditados:
- Mick Jagger: voz.
- Keith Richards: guitarra eléctrica, bajo, coros.
- Charlie Watts: batería.
- Mick Taylor: guitarra slide.
- Nicky Hopkins: piano.